# 선양역
선양역(중국어: 沈阳站, 심양역)은 중국 랴오닝성 선양시 핑화구 성리대가(胜利大街)에 있으며 중국철로 선양국 그룹유한회사가 관할하는 특등역이다. 선양역은 한때 만주국 남만철도의 중요한 허브였으나, 지금은 선다 철로, 선지 철로, 선단 철로, 선산 철로, 선푸 고속철도, 하다 고속철도, 징선 여객전용선이 지나고 있다. 동역사는 1910년 10월 1일에 개장했다. 이 건물은 일본의 건축가 다쓰노 긴고의 제자인 오타 다케시(太田毅)가 설계하고, 요시다 소타로(吉田宗太郎)가 디자인하였으며 일본 도쿄역과 대한민국 옛 서울역과 외형이 닮아있다. 현재 선양역 동역사는 랴오닝성 문화재보호단위로 운영되고 있다. 선양역은 2010년부터 확장공사를 시작해 현대화된 서역사와 서광장, 동역사 동광장 등을 조성했다. 선양역 서역사는 2012년 7월 30일 하다 고속철도와 동시에 개업했다.

## 역사

### 펑톈역(奉天站)
1891년, 제정 러시아는 중국 동북을 침략하고 시베리아 철도를 건설하기 시작했다. 러시아 정부는 중국 동북지방을 점령하기 위해 시베리아 철도를 중국 동북지방까지 연장해 줄 것을 요구했다. 1896년 러시아 정부는 리훙장(李鸿)과 '러청 밀약'을 맺었고, 청(清) 정부는 러시아가 적탑에서 동북을 거쳐 시베리아 철도를 연결하는 둥칭 철로(東清鐵路)를 건설할 수 있도록 허용했고, 1899년 선양까지 이르렀다. 오늘날 선양역 북쪽 1.2km 지점에 러시아식 청벽돌 평방 한 채로 구성된 펑톈역(奉天站)이 지어졌으며, 역 앞에 총 5개 선로가 설치되었다.

### 펑톈역(奉天駅)

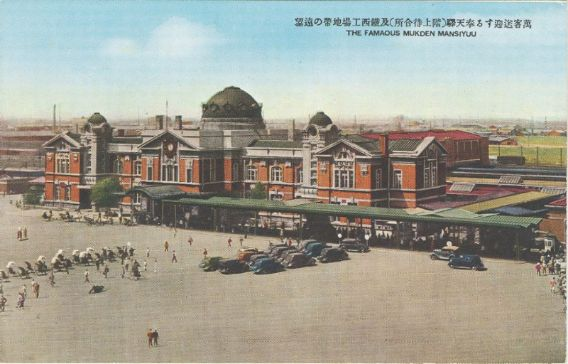
만주국 시기의 펑텐역

1904년 러일 전쟁이 일어나, 펑톈역이 일본에 점령되면서 일본식 명칭인 奉天駅(봉천역, 호텐에키)으로 개명되었다. 1907년 30만명의 선양시에서 연간 여객 수가 50만명에 달했다. 교통량 증가로 인해 펑톈역 벽돌집 밖에 4개의 임시 목조건물이 생겼으나, 당시 승객 흐름을 감당할 수 없었다. 이에 따라 일본은 중국 동북의에 설립된 철도 운송 회사를 운영하기 위해, 남만주철도회사는 안봉선(安奉線)과 남만본선(南满本線)이라는 이름으로 새로운 역을 짓기 시작했다. 건립된 선양역은 당시 남만주철도 5대역 중 가장 컸다.
1910년 10월 1일, 역 이전식이 열렸고, 이와 관련하여 선양역의 위치가 정해졌다. 당시의 펑톈역 완공후 일본인은 “신시가(新市街)”건설을 가속화하고 펑톈역을 중심으로 동쪽에 많은 거리가 방사형으로 퍼졌고, 도로는 남북간의“정(町, 마치)”또는 동서간의 “통(通, 쓰)”으로 불렸다. 만주국 시절에 펑톈역은 일본에서 중요한 철도 교통의 중심지로 운영한다. 동북 지방에서 탈취한 전략 물자는 다롄을 거쳐 일본으로 옮겨졌다. 펑톈역은 1926년과 1934년 두 차례 증축을 거쳐 4개의 대합실을 연속 건설하여 건축면적이 6555m2로 당시 중국 동북지방에서 가장 중요한 여객수송국이었다. 1944년 12월부터 1945년 1월까지 대일작전 중이던 미군은 펑톈역의 화물창고 5개를 완전히 폭파시켰다.

### 선양역(沈阳站)
1945년후, 펑톈역은 선양 남역(沈阳南站)으로 개명되었다. 선양 해방 이후, 중·소 공영 소유의 중창 철로(中长铁路)가 설립되었고, 초대역장은 리롄쿠이(李连奎)가 맡았다. 1950년 5월 1일, 선양 남역은 공식적으로 선양역(沈阳站)으로 개명되었고 특등역이 되었다. 한국 전쟁이 발발한 후 선양역은 최전선에서 수송 물자의 유통지가 되었다. 선양역은 승객 대기 조건을 개선하고, 이용수요를 충족시키기 위해 여러 차례 증축을 했지만, 양식과 비율, 색채 등의 면에서 여전히 원래의 건축 양식을 유지하고 있다. 2003년 6월 20일, 직원들은 선양역의 서부 화물 하치장에서 116개의 박격포와 2개의 중기관총을 발견했다。 2012년 7월 30일, 선양역 서역사가 정식으로 운영되기 시작했다.

## 역 특징

### 동역사 및 동광장 구조
동역사(东站房) 입구는 선양역 대종 아래에 있으며, 역앞 대합실의 문은 중앙 망루에 있다. 동역사는 원래 남북 두 곳의 매표소가 있었는데, 2013년 리모델링 공사에서 북쪽 매표소만 유지 보수했다. 고가대합실과 동광장 옛역사 사이에는, 이미 길이가 10 m가 넘는 공중 통로가 연결되어 있어서, 승객들은 동역사 입구부터 역까지 진입한 후 에스컬레이터를 통해 2층으로 올라가서 공중 통로를 통해 고가대합실로 이동할 수 있다. 동역사는 독특한 건축 스타일을 가지고 있으며, 일본의 도쿄역과 대한민국의 옛 서울역과 매우 유사하다. 이 역은 2층 높이의 벽돌 건물로, 붉은 누각과 회색-녹색의 돔으로 되어 있다. 역 설계는 일본인 오타 다케시(太田毅)가 설계하고, 요시다 소타로(吉田宗太郎)가 이어 완성했다. 역의 1층은 대합실용, 2층은 객실 20여개가 설치되었으며, 원래는 아마토 호텔(ヤマトホテル)에서 사용되었다. 건물의 중앙과 양익각루에는 각각의 크기가 다른 녹색 금속돔 3개가 설치되었고, 그 위에 둥근 채광창이 설치되어 있다. 붉은 벽돌담과 흰선이 서로 어울려 빛난다. 설계자인 오타 다케시와 요시다 소타로가 다쓰노 긴고의 제자이었기 때문에, 전형적인 다쓰노식 건축 양식을 보여준다.
동광장(东广场)의 면적은 약 2만 5000 m2로, 7m 폭의 'n'자형 순환도로와, 남북 두 곳의 자동차 주차장, 중앙광장 세 부분으로 이루어져 있다. 아스팔트 포장 도로는 1만 4000 m2, 광장 화강암 포장 도로는 5000 m2, 그린벨트 2000 m2, 신축 배수관은 600 m, 신축 배수변 도랑 180 m이다. 광장의 남쪽과 북쪽 양쪽에 있는 두 개의 대형 주차장은 동시에 133대의 자동차를 수용할 수 있다. 광장의 동남쪽과 동북쪽에 각각 주차장을 출입하는 정거장이 설치되어, 1대 1차로 광장 주차장에 출입한다. 동광장과 서광장 사이에는 31 m 너비의 시내 지하통로가 건설되어 있는데, 이 통로는 역출구이기도 하지만, 동서광장 사이를 왕래할 수 있다.

### 서역사 및 서광장 구조
서역사(西站房)은 전체 외관이 갈색, 천장은 짙은 회색, 건축면적은 약 5만m2로, 전체 구조는 상업층, 대기층, 승강장층, 출구층으로 나뉘어 있다.
서역사는 전체 구조가 4층으로 지상 3층, 지하 1층으로 나뉘어 있다. 여행객들은 1층 출구를 통해 걸어가서 직접 1층 로비에 들어갈 수 있다. 1층 홀의 좌우 양쪽에 두 대의 보안 검사기가 놓여 있는데, 일반 승객들은 여기에서 보안 검사를 통과한다. 보안 검사후 승객은 설치된 4대의 에스컬레이터나 계단을 통해 2층 고가 대합실로 이동할 수 있다. 자동차는 서역사는 동서로 나 있는 복도를 통해 직접 2층 구역으로 운전할 수 있고, 승객은 직접 고가 대합실로 들어갈 수 있다.
서광장(西广场)은 총 6만 m2의 부지에, 4만 m2의 지하 2층 주차장과 부속상업소를 갖추고 있다. 광장의 중심은 수탑(水塔)을 중심으로 한 작은 광장이다. 이 수탑은 선양시에서 부동 문화유산(不可移动文物)으로 1950년 2월 15일에 설계를 시작해 같은 해 12월 28일에 준공되었다. 수탑의 지름은 10.6 m, 상부 저수부는 높이 9.5 m, 용적 1200 m3, 하부 높이는 30 m이다. 수탑 주변에는 11개의 가두 판매점이 있다.

### 고가 대합실 구조
2002년 11월 1일부터 사용된 선양역 고가대합실은 건축면적 9375 m2의 건축 면적과 108.75의 길이를 가진다. 이 대합실은 모두 4개로 나누어져 있는데, 첫 번째 대합실은 일등석 대합실이고, 나머지는 일반형 대합실이다. 고가 대합실이 완공되면 승차객을 분류할 수 있을 뿐만 아니라, 승객이 탑승할 때 지하 통로를 더 이상 걷지 않고 대합실에서 열차를 타는 승강장으로 바로 이동할 수 있다.
2012년 7월 30일에 사용되는 서역 고가 대합실은 16,000 평방 미터의 면적과, 9미터 높이의 돔을 가지고 있으며 동역과 연결되어 있다. 최대 수용 인원수는 12,000명이다. 각 승강장에는 대합실의 양쪽에 해당 승강장에 대응한 승차권 개찰구가 있으며, 각 개찰구에는 승강장에 해당하는 승강장 번호가 있다. 승객은 열차를 기다리는데 집중하기 위해 고가 대합실로 이동해야 하며, 방송을 청취한 후 해당 개찰구로 이동하여 승차권을 확인하고 승강장으로 내려간다. 대합실 3층은 슈퍼마켓, 책방, 신문 잡지점, 식품점 등이 있다. 슈퍼마켓과 신문 잡지점 옆에는 은람색의 휴대전화 충전소가 있다. 고가 대합실과 지하 출입구 사이의 승강장에는, 각 승강장에 대응하는 직결 엘리베이터가 설치되어, 장애인이 쉽게 오갈수 있다. 대합실의 중심에는 "멩메이리 서비스 데스크(美丽服务台)"가 있다. 이 서비스 데스크는 랴오닝 성의 전 모델이자 선양역의 승객 승무원 모델인 멩메이리(孟美丽)의 이름을 따 명명되었으며, 주요 승객 서비스, 승객 질문에 대한 답변, 불만 접수 등을 주로 담당한다.

### 노선 배치
선양역에는 10석의 대합실이 있으며, 18개의 여객 및 화물 선로가 있다. 선양역 18개의 선로중, 1~10번 선로는 고속철도 열차가 정차하고, 11~18번 선로는 보통 및 급행 열차가 정차한다.
| 승강장 번호 | 노선                                                                              | 주행방향                                              |
| ----------- | --------------------------------------------------------------------------------- | ----------------------------------------------------- |
| 1～10       | 하다 고속철도                                                                     | 하얼빈시・장춘시・다롄베이・다롄 방면                 |
| 11～18      | 선다 철로(하다 철로)・선지 철로・선단 철로・선산 철로・황구툰 철로・선푸 교외철도 | 하얼빈・다롄・지린・단둥・평양・푸순베이・베이징 방면 |

| ↑ 황구툰 (서) ↑ 선양베이 (북)                                           |
| 18 17 \| 16 15 \| 14 13 \| 12 11 \| 10 9 \| 8 7 \| 6 5 \| 4 3 \| 2 1 \| |
| ↓ 훈허 (남)                                                             |

### 매표 창구 배치
선양역 전역에 총 51개의 유인 매표 창구와 43대의 티켓 자동 발매기가 있다.서역에는 자동 발매기 16대와 수동 판매 창구 32곳이 있으며, 이중 20곳은 1층에, 12곳은 2층에 있다. 동역에는 27대의 자동 발매기가 있다. 유인 매표 창구는 19곳이 설치되었고, 이중 최남단 창구는 장애인을 위한 작은 창구로 설치되었다.

### 인접정차역
| 중국고속철로               | 중국고속철로         | 중국고속철로               |
| -------------------------- | -------------------- | -------------------------- |
| 선양 북역 하얼빈 서역 방면 | 하다 여객전용선      | 선양 남역 다롄 북역 방면   |
| 황구툰역 싱훠역 방면       | 징선 여객전용선      | 시·종착역                  |
| 중국철로                   |                      |                            |
| 훈허역 다롄역 방면         | 선다 철로            | 선양 북역 방면             |
| 시·종착역                  | 선단 철로, 선푸 철로 | 훈허역 단둥역, 푸순역 방면 |
| 시·종착역                  | 선산 철로            | 란준툰역 산하이관역 방면   |
| 시·종착역                  | 황구툰 철로          | 황구툰역                   |

## 지하철

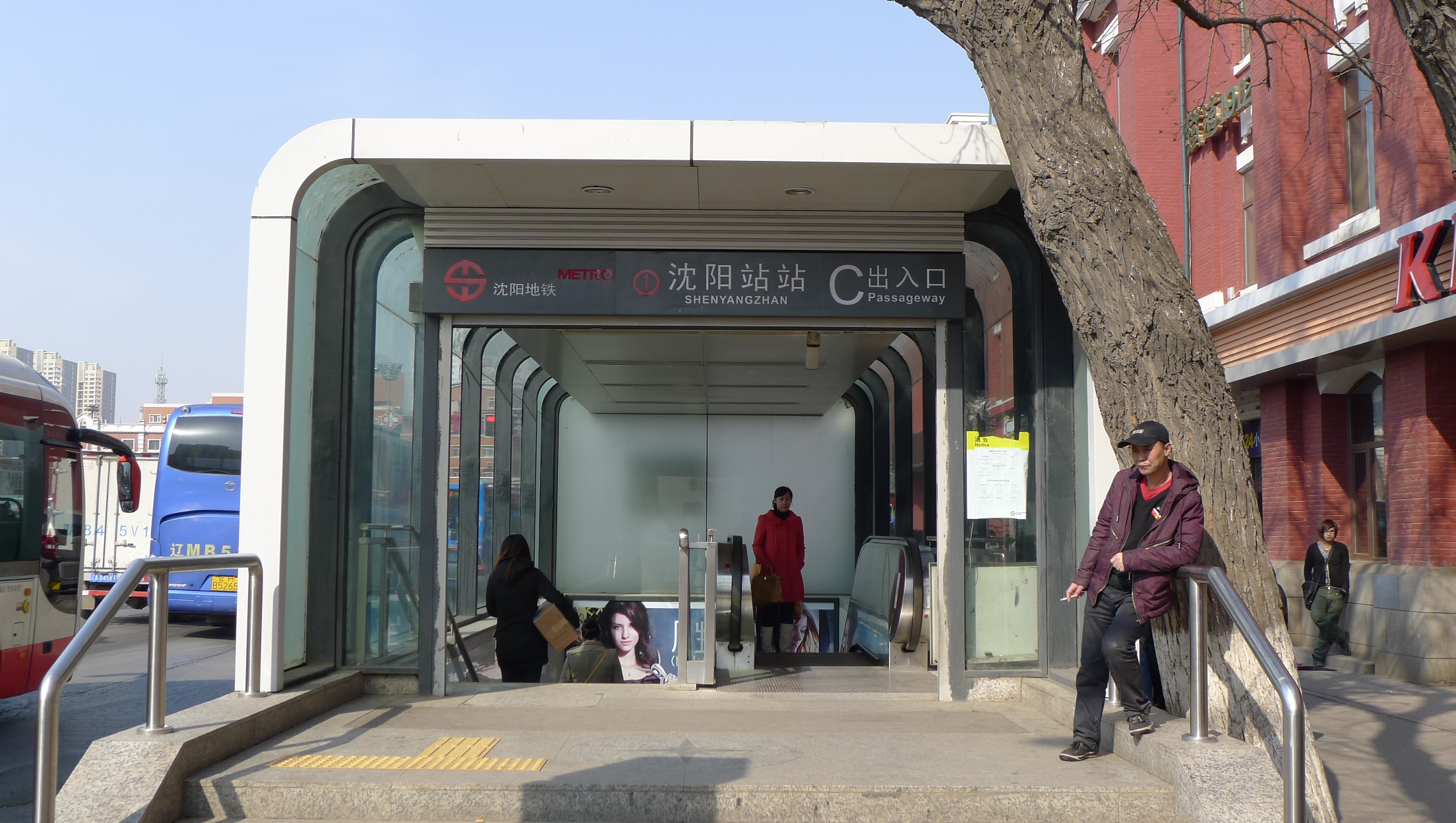
지하 선양역 C출구

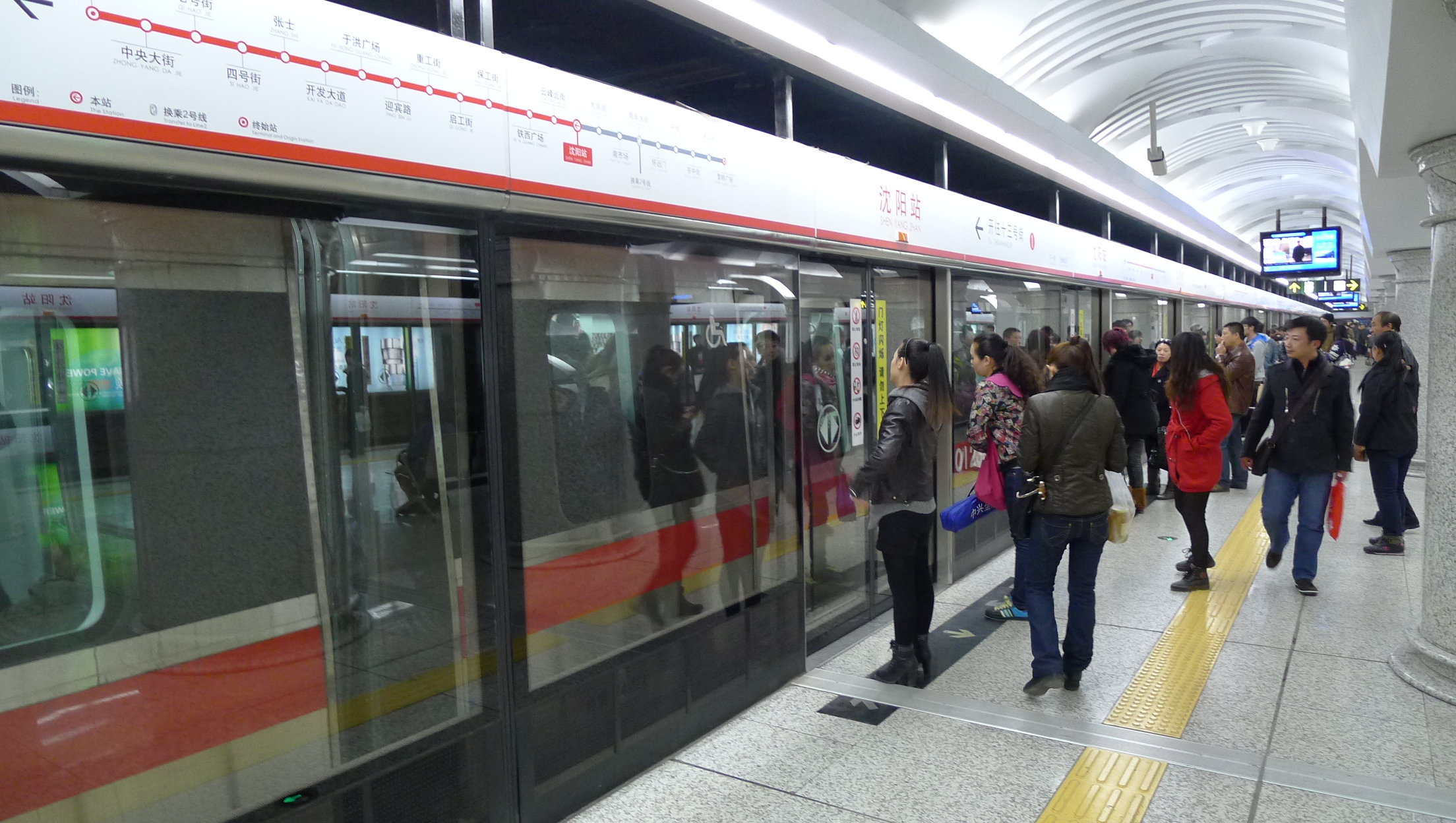
지하 선양역 승강장

지하철 선양역(중국어: 沈阳站站)은 선양 지하철 1호선의 지하철역이다.

## 역 구조
지하 선양역은 중화로(中华路)와 성리 대가(胜利大街)의 교차점에서, 중화로를 따라 위치하고 있으며 동서 방향으로 뻗어있다. 지하 1층은 대합실, 지하 2층은 승강장으로, 지하 쌍섬식 승강장 형태를 띠고 있고, 스크린도어가 설치되어있다.

### 승강장 구조
| 승강장 | 노선    | 행선                                            |
| ------ | ------- | ----------------------------------------------- |
| 북쪽   | ■ 1호선 | 톄시 광장・장스・스싼하오제 방면 （윈펑베이제） |
| 남쪽   | ■ 1호선 | 칭녠다제・중제・리밍 광장 방면 （타이위안제）   |

### 역 층별 유형
지하 1층 : 대합실, 매표소, 출구
지하 2층 : 승강장

### 역 출구
역에는 5개의 번호가 매겨진 출구가 있으며, A출구와 C출구는 각각 중화로(中华路) 북쪽과 남쪽에, A2출구와 B출구는 선양역 동쪽 광장에, D출구는 성리 대가(胜利大街) 동쪽에 위치하며, C출구에는 접근가능한 엘리베이터가 설치되어있다.
이 역은 “沈阳站站”이라고 표기되지만, 그러나 타이위안 가의 D출구 사이의 실제 거리가 타이위안제 역의 D출구 사이의 실제 거리에 가까우며, 역내에서도 “타이위안 가 상권(太原街商圈)”이라고 표시되어 있다.

역 B출구 옆에는 선양역의 대합실을 통과하는 통로가 있으며, 여객철도로 환승하는 승객이 쉽게 표를 구입 할 수 있도록 국철 티켓 판매기가 설치되어 있다. 한편, 출구에는 선양역의 승객 출구와 선양역 서광장으로 연결되는 또 다른 통로가 있어, 성리 대가 양쪽과 철도역 아래와 왕래할 수 있으며, 서광장 버스 터미널과도 연결되어 승객이 버스에 탑승할 수 있다.
D출구에는 스상(时尚) 지하 보행자 통로가 있다. (승객은 이 통로를 사용하여 지상까지 올라갈 필요없이 타이위안가 보행자 거리로 이동할 수 있다. (현재 스상 지하 통로로 인해 중화로(中华路)의 지하 부분은 다시 설치하기 위해 일시적으로 폐쇄되며, 2018년 9월에 재개할 예정이다.)
| 출구번호     | 출구 명칭             | 인근 역세권 |
| ------------ | --------------------- | --- |
| 出口 · A     | 중화로 북 성리북가 동 | 선양 호텔, 지뎬 빌딩, 톈차오 중의원 |
| 出口 · A · 2 | 철도역 발권사무소     | 선양역 동광장, 선양역 발권사무소 |
| 出口 · B     | 성리북가 서           | 선양역 대합실, 선양역 서광장 |
| 出口 · C     | 중화로 남 성리남가 동 | SK여객역, 중국소식성, 싱가포르 안경성 |
| 出口 · D     | 중화로 남             | 월마트 타이위안가점, 선양 인상도시, 타이위안가 완다 광장, 중싱(선양) 상업빌딩, 차오후이 쇼핑센터, 선양여행호텔, 타이위안가 보행자거리, 지하쇼핑몰 |

### 버스교통
A1,A2출구 - 순환노선(环路), 114, 123, 129, 202, 204, 205, 208, 216, 235, 243, 255, 262, 277, 279, 281, 295, 324, 328, 399, 톄시신구(铁西新区) 1호선 버스
C1,C2출구 - 순환노선(环路), 103, 123, 202, 203, 206, 207, 223, 225, 237, 240, 261, 262, 324, 327, 501, 523, 톄시신구(铁西新区) 1호선 버스, 레이펑하오(雷锋号) 시외버스
D 출구 - 103, 152, 203, 207, 210, 220, 221, 232, 235, 237, 240, 246, 261, 263, 271, 328번 버스

### 역사
- 2010년 9월 27일 - 1호선 개업.

### 인접정차역
| 선양 지하철           | 선양 지하철       | 선양 지하철          |
| --------------------- | ----------------- | -------------------- |
| 윈펑베이제 스싼하오제 | 선양 지하철 1호선 | 타이위안제 리밍 광장 |

## 이용
선양역은 선다 철로와 하다 철로의 역으로, 하루에 190대의 여객 열차가 있으며, 매일 10만명이 넘는 승객이 오간다.

## 소련군 기념비
소련 바이칼 전차 군인 기념비는 전 선양역 광장의 랜드 마크 건물이다. 이 기념비는 소련의 국방부가 설계하고 투자했으며 1945년 10월에 옛주화(古钱币)를 원자재로 완성했다. 1988년 선양역은 일일 승객 수가 19만명으로 늘었는데 역과 대기실이 확장되지 않았을 때, 역전 광장에는 전차 기념비가 포함되어 두 번째 대기 장소가 되었다. 2006년 선양 지하철 1호선 건설로 인한 및 문화재 보호에 대한 필요성에, 소련 붉은 군대 육군 기념 기념탑은 선양 북부의 소련 붉은 군대 순교자 묘지로 옮겨졌고, 특별 탑을 세우고, 전차와 부조를 배치했다. 지금까지 소련 붉은 군대 기념탑은 선양역앞 광장에 61년 동안 세워졌다. 2010년 8월 23일, 선양은 전차 기념탑의 원래 장소에 새로운 기념물을 지었다. 비문은 중간에 원래 전차 기념물 패턴에 따라, 남쪽 방향에 외국어, 북쪽 방향에 중국어로 나뉘어 있다. 비문에는 전차 역사와 이전유래, 시간 및 위치가 기록되어있다.

## 명칭 변경에 대하여
일본 패전후, 선양역(沈阳站) 역명은 “펑톈역”(奉天驿)에서 “선양 남역”(沈阳南站)으로 개명, 1950년 이후 공식적으로 “선양역”(沈阳站)으로 개칭되었으나, 대중은 오래 전부터 "“선양역”을 “선양 남역” 또는 단순히 “남역”으로 불리었다. 이후 1998년에 “쑤자툰 기차역”(苏家屯火车站)이 “선양 남역”으로 개칭되면서(2010년 1월 기존 역명으로 환원) 구분되기 시작했다.

## 같이 보기
- 선양 북역
- 선양 남역
- 쑤자툰역